# Sonate K. 306
La sonate K. 306 (F.456/L.16) en mi bémol majeur est une œuvre pour clavier du compositeur italien Domenico Scarlatti.

## Présentation
La sonate K. 306 en mi bémol majeur est notée Allegro. Elle forme une paire avec la sonate suivante de même tonalité, mais à 
. Le matériel sonore est réduit à sa plus simple expression, avec une courte cellule de huit notes présentées dès la deuxième mesure et répétée tout au long d'une pièce particulièrement limpide. Ici aucun croisement de mains ou grands déplacements, comme dans les sonates suivantes.

## Manuscrits
Le manuscrit principal est le numéro 11 du volume VI (Ms. 9777) de Venise (1753), copié pour Maria Barbara ; les autres sources manuscrites sont Parme VIII 5 (Ms. A. G. 31413), le numéro 13 du manuscrit Ayerbe de Madrid (E-Mc, ms. 3-1408) et à Barcelone, Ms. M 1964 (no 23).

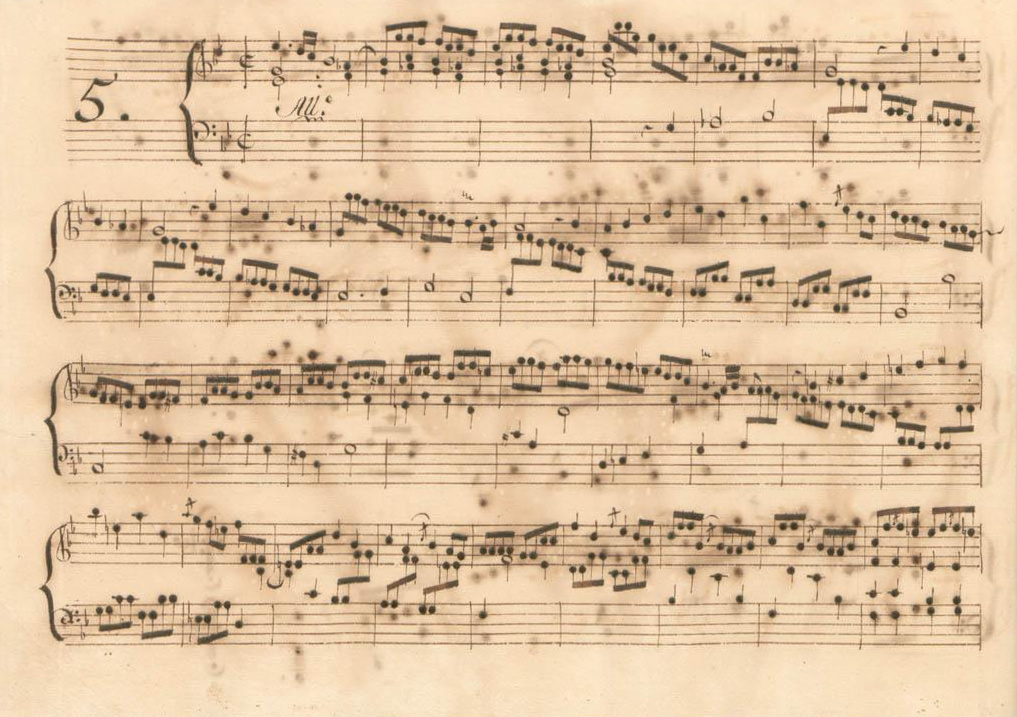
Parme VIII 5.
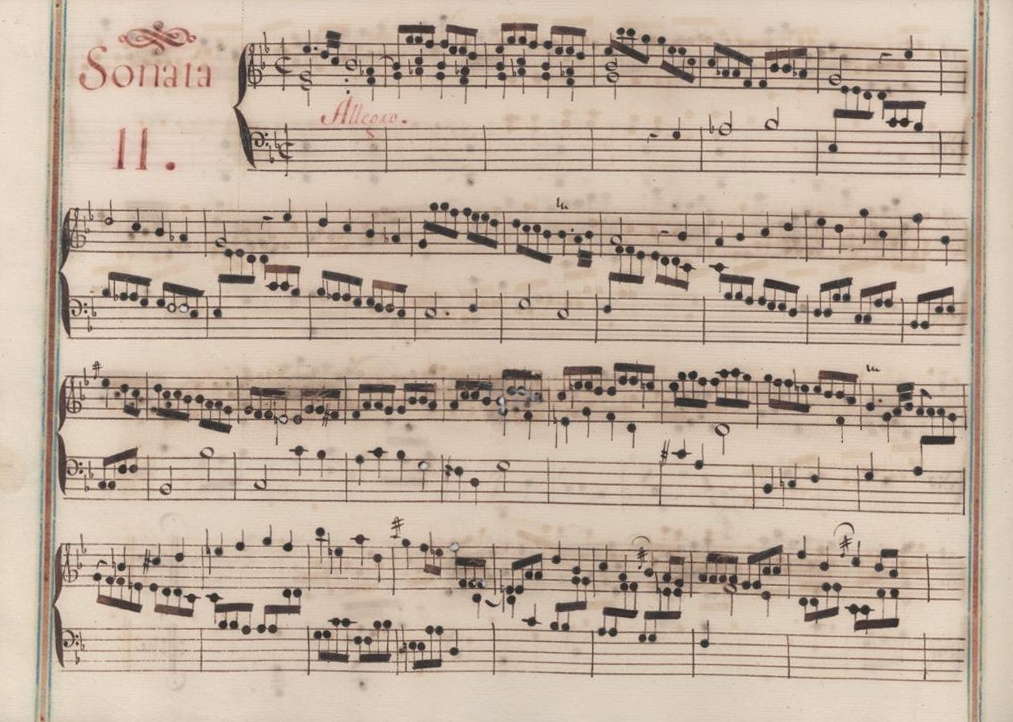
Venise VI 11.
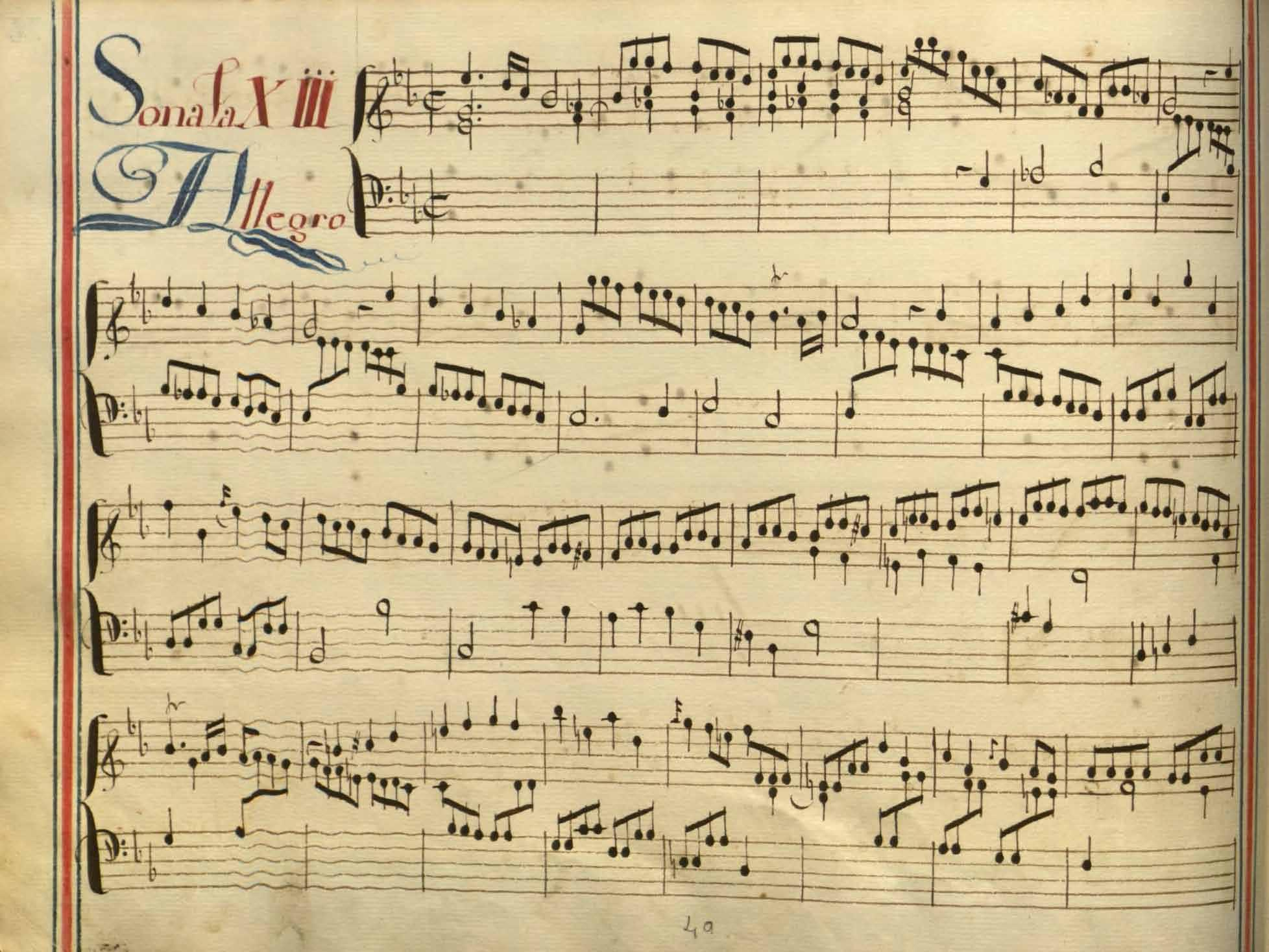
Madrid, 13.

## Interprètes
La sonate K. 306 est peu enregistrée. Cependant, elle est interprétée au piano par Carlo Grante (2012, Music & Arts, vol. 3) ; au clavecin par Scott Ross (1985, Erato), Richard Lester (2003, Nimbus, vol. 4) et Pieter-Jan Belder (Brilliant Classics).

## Sources
: document utilisé comme source pour la rédaction de cet article.
- Ralph Kirkpatrick (trad. de l'anglais par Dennis Collins), Domenico Scarlatti, Paris, Lattès, coll. « Musique et Musiciens », 1982 (1re éd. 1953 (en)), 493 p. (OCLC 954954205, BNF 34689181).
- Alain de Chambure, « Domenico Scarlatti : Intégrale des sonates — Scott Ross », p. 208, Erato (2564-62092-2), 1985 (OCLC 891183737) .
- (es) Laura Cuervo Calvo, « El manuscrito Ayerbe : una fuente española de las sonatas de Domenico Scarlatti de mediados del siglo XVIII », Ad Parnassum, Ut Orpheus Edizioni, vol. 13, no 25,‎ avril 2015, p. 1–26 (ISSN 1722-3954, OCLC 1006521868, lire en ligne).
- (es) Celestino Yáñez Navarro (thèse), Nuevas aportaciones para el estudio de las sonatas de Domenico Scarlatti. Los manuscritos del Archivo de Música de las Catedrales de Zaragoza, Université autonome de Barcelone, 2016 (lire en ligne).